# Lustro (film 1985)
Lustro – polski dramat psychologiczny z 1985 roku w reż. Krzysztofa Iwanowskiego.

## Opis fabuły
PRL połowy lat 80. Andrzej to młody mechanik samochodowy – świeżo „upieczony” mąż i ojciec nowo narodzonego dziecka. Wraz ze swoją młodą żoną pragnie żyć jak typowa młoda rodzina. Jednak na przeszkodzie stoi brak własnego lokum. Pomimo że Andrzej dużo pracuje i dobrze zarabia, młodych nie stać nawet na wynajem czegoś na stałe. Andrzej pije coraz więcej więc w końcu zdesperowana Ania porzuca go, zabierając dziecko. Młodzi próbują jednak ratować swój związek i po pewnym czasie znowu mieszkają razem. Pewnego dnia Andrzej podczas spaceru z dzieckiem w wózku trafia pod „Pewex”, gdzie właśnie trwa akcja milicji przeciwko „cinkciarzom”. Jeden z nich - szkolny kolega Andrzeja sprzed lat – zagrożony aresztowaniem, podrzuca niczego nieświadomemu Andrzejowi znaczną sumę dolarów, które ukrywa w wózeczku jego córeczki. Po powrocie do domu Andrzej odkrywa dolary. Jest przekonany, że zawrotna (jak na owe czasy w Polsce) suma pieniędzy wreszcie rozwiąże jego problemy i zapewni mu dostatnie życie. Przeciwnego zdania jest Ania – uważa, że Andrzej jest złodziejem i pieniądze powinien zwrócić. Pomiędzy małżonkami dochodzi do kolejnej awantury i tym razem – spoliczkowany przez Anię – odchodzi Andrzej. Pogrąża się w pijaństwie i imprezowaniu oraz kontaktami z przygodnymi kobietami. „Cinkciarz” jednak nie odpuszcza – chce odzyskać dolary. Wraz z grupą swoich wspólników zaczyna ścigać Andrzeja – nachodzi i grozi jego siostrze Majce. Andrzej doskonale zdając sobie sprawę z niebezpieczeństwa ukrywa dolary w warsztacie samochodowym w którym pracuje. „Cinkciarze” trafiają i tam i podpalają warsztat. Andrzej wbiega do płonącego warsztatu celem wydobycia ukrytych w nim pieniędzy, jednak ostatecznie ratuje z płomieni poparzonego kolegę Józka.   

## Obsada aktorska
- Tomasz Mędrzak – Andrzej
- Tatiana Sosna-Sarno – Ania, żona Andrzeja
- Wiesława Mazurkiewicz – matka Andrzeja
- Anna Wojton – Majka, siostra Andrzeja
- Zbigniew Buczkowski – „cinkciarz”, kolega Andrzeja ze szkolnych lat
- Wiesław Drzewicz – zboczeniec
- Jerzy Karaszkiewicz – szef Andrzeja
- Gustaw Lutkiewicz – ojciec Hanki
- Krzysztof Zakrzewski – Lucek, kumpel Andrzeja
- Anna Chitro – Ala
- Maria Chwalibóg – matka Hanki
- Antonina Girycz – żona Pankowa
- Maria Quoos-Morawska – milicjantka pod "Pewexem"
- Ewa Sałacka – dziennikarka Zosia
- Kazimiera Utrata – ciotka Ani
- Andrzej Ferenc – kolega fotografujący Majkę
- Jerzy Gaweł – „cinkciarz”
- Jerzy Moes – lekarz
- Janusz Mond – Adam, brat Ani
- Zdzisław Rychter – „cinkciarz”
- Jacek Strzemżalski – „Lufa”
- Aleksandra Iwanowska – Ola, córka milicjantki
- Agata Jachimowicz – córka Ani i Andrzeja

i inni.